# Hiraoka-Schrein

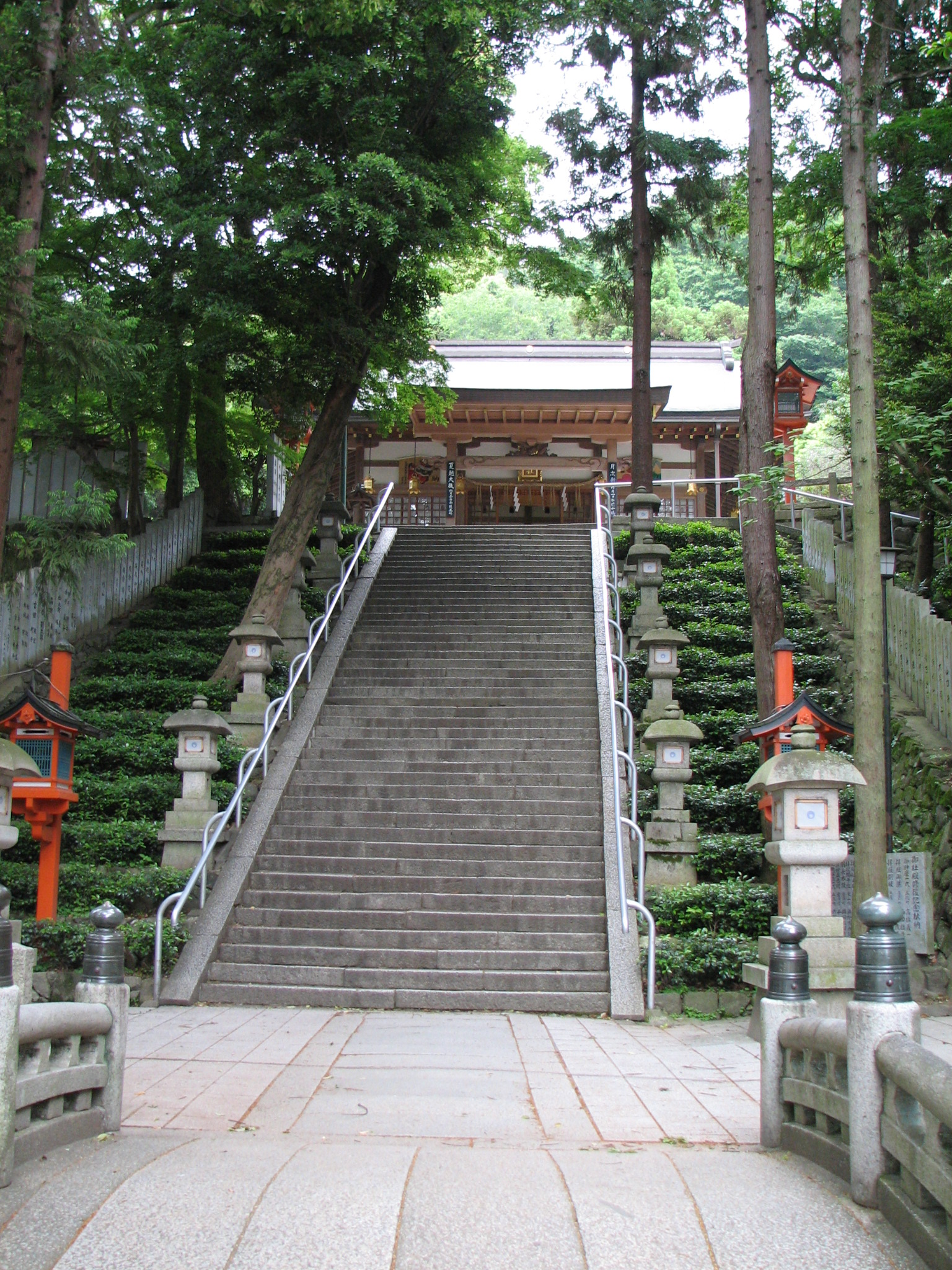
Der Hiraoka-Schrein

Der Hiraoka-Schrein (japanisch 枚岡神社 Hiraoka-jinja) ist ein Shintō-Schrein in Higashiōsaka (im Bereich der ehemaligen Stadt Sawara) in der Präfektur Osaka, Japan.
Er soll aus dem 7. Jahrhundert stammen. Sicher ist, dass er bereits im Engishiki erwähnt wird und Ichi-no-miya („Erster Schrein“) der Provinz Kawachi war, sowie im 4. Jahr der Meiji-Zeit zum kanpa taisha (bzw. kanbei taisha; „Großer Reichsschrein“) ernannt wurde.
Amenokoyane-no-Mikoto wird hier als Ahnenkami (sojin) des Fujiwara-Klans verehrt, darüber hinaus gehören Hime-no-Kami, Takemikazuchi-no-Mikoto und Futsunushi-no-Mikoto zu den Hauptkami des Schreins.
Der letzte Neubau des Hauptschreins (honden) stammt aus dem frühen 19. Jahrhundert. Wegen der Vielzahl von Bäumen in seiner unmittelbaren Nähe (darunter Zimt, Zeder und Kirschblüte) ist dieser Ort vom japanischen Umweltministerium im März 2002 zu einer der „100 Aromatischen Landschaften Japans“ (かおり風景100選, kaori fūkei 100-sen) gewählt worden.
Das Herbst-Fest des Schreins am 14. und 15. Oktober ist das größte in der ganzen Präfektur, das mit etwa 20 Taiko-Trommeln auf dem Gelände gefeiert wird. Am 25. Dezember werden die Shimenawa des Schreins in einer großen Zeremonie (shimenawa-taki bzw. shimenawakake-shinji) erneuert.
In einer Zeremonie namens Okayu-ura-go-shinji bzw. Kayuura-shinji (vormals auch bekannt als Taura-sai), die aus der Zeit vor dem 13. Jahrhundert stammt und mit Orakel-Praktiken zusammenhängt, werden am 15. Januar 53 Bambusse mit Wisteria zusammengebunden und in einer Schleimsuppe (aus 3 Teilen Adzukibohnen und 5 Teilen Reis) 2 Stunden lang gekocht und dann daraus die zukünftige Ernte gedeutet.